# Anacaena globulus
Anacaena globulus är en skalbaggsart som först beskrevs av Gustaf von Paykull 1798.  Anacaena globulus ingår i släktet Anacaena och familjen palpbaggar. Enligt den finländska rödlistan är arten sårbar i Finland. Arten är reproducerande i Sverige. Artens livsmiljö är källmiljöer. Inga underarter finns listade i Catalogue of Life.